# Aeroporto de Kiruna
O Aeroporto de Kiruna ou Quiruna (em sueco: Kiruna Flygplats; em inglês: Kiruna Airport) é o aeroporto regional mais ao norte da Suécia. Fica situado a 9 quilómetros do centro da cidade de Kiruna, localizada a 147 km a norte do Círculo Polar Ártico. Em 2012 passaram 197 935 passageiros por este aeroporto.  A ligação de autocarro a Kiruna leva uns 15 minutos. Cerca de 60 pessoas trabalham neste aeroporto.